# Partido Nacional-Socialista dos Trabalhadores Alemães
Partido Nacional-Socialista dos Trabalhadores Alemães (Alemão: Nationalsozialistische Deutsche Arbeiterparteiⓘ - abreviado NSDAP), mais conhecido como Partido Nazista (português brasileiro) ou Nazi (português europeu), foi um partido político de extrema-direita cujo programa e ideologia (Nacional Socialismo) ficou marcado pelo antissemitismo radical, nacionalismo e rejeição a democracia e ao marxismo. O líder do partido de 1921 a 1945 foi Adolf Hitler, que foi nomeado Chanceler da Alemanha pelo presidente Paul von Hindenburg em 1933. Hitler rapidamente estabeleceu um regime totalitário e unipartidário conhecido como o Terceiro Reich.
O partido surgiu a partir do nacionalismo alemão combinado à cultura paramilitar racista e populista dos Freikorps, que lutaram contra os levantes comunistas na Alemanha após a Primeira Guerra Mundial. O partido foi criado como um meio de chamar os trabalhadores para longe do comunismo e reaquecer seu nacionalismo völkisch. Inicialmente, a estratégia política nazista focou em antigrandes empresas, antiburguês, e a retórica anticapitalista, embora esses aspectos foram posteriormente minimizados a fim de ganhar o apoio das grandes entidades industriais, e em 1930 o foco do partido mudou para antissemita e antimarxistas.
Para manter a suposta pureza e força de uma "raça superior a raça ariana", os nazistas tentaram exterminar ou impor segregação excludente sobre os "degenerados" e grupos "antissociais", que incluía: judeus, homossexuais, ciganos, negros, a deficientes físicos e mentais, as Testemunhas de Jeová e os adversários políticos. A perseguição atingiu o seu auge quando o Estado alemão controlado pelo partido organizou o assassinato sistemático de cerca de seis milhões de judeus e cinco milhões de pessoas dos outros grupos-alvo, no que se tornou conhecido como o Holocausto.
Após a derrota do Terceiro Reich no final da Segunda Guerra Mundial na Europa, o partido foi "completamente e finalmente abolido e declarado ilegal" pelas potências aliadas de ocupação.

## Etimologia
O termo Nazi deriva das duas primeiras sílabas de Nationalsozialistische Deutsche Arbeiterpartei (NSDAP, Partido Nazista). O termo alemão Nazi é paralelo ao termo Sozi, uma abreviação de Sozialdemokratische Partei Deutschlands (Partido Social-Democrata da Alemanha). Membros do partido se referiram como Nationalsozialisten (Nacional-Socialistas), raramente como Nazis. O termo Parteigenossen (membro do partido) era comumente usado entre os nazistas, com a forma feminina Parteigenossinnen acrescentado quando era apropriado. Em 1933, quando Adolf Hitler assumiu o poder do governo alemão, o uso do termo Nazi diminuiu na Alemanha, embora os antinazistas austríacos continuaram a usar o termo como um insulto.
O termo "Terceiro Reich" não foi cunhado pelos nazistas, mas sim por Arthur Moeller van den Bruck do Movimento Revolucionário Conservador, cujos membros defendiam uma ideologia que combinava o nacionalismo com as políticas socialistas. A concepção de um "socialismo prussiano" criada por Oswald Spengler, um proeminente membro do Movimento Revolucionário Conservador influenciou a plataforma política nazista, muito embora os revolucionários conservadores não fossem necessariamente seus aliados. A partir da ascensão de Hitler, em 1933, alguns dos defensores do Movimento Revolucionário Conservador foram perseguidos pelos nazistas da SS de Heinrich Himmler, que desejavam evitar qualquer dissenso sob o comando de Adolf Hitler. Sendo assim, diversos membros deste movimento perderam suas vidas na "Noite das Facas Longas", fazendo com que os revolucionários conservadores chegassem à conclusão de que o regime nazista representava qualquer coisa exceto a tão almejada "revolução alemã".

## História

### Origens e a existência no início: 1918-1923
O partido cresceu fora dos grupos políticos menores com uma orientação nacionalista que se formou nos últimos anos da Primeira Guerra Mundial. Em 1918, uma liga chamada de Freien Arbeiterausschuss für einen guten Frieden (Comissão de Trabalhadores Livres para uma boa Paz) foi criada em Bremen, Alemanha. Em 7 de março de 1918, Anton Drexler, um nacionalista alemão ávido, formou uma filial desta liga em Munique chamada "Comitê de Trabalhadores Independentes". Drexler foi um serralheiro local em Munique que tinha sido um membro do Partido da Pátria Alemã durante a Primeira Guerra Mundial, e foi amargamente contrário ao armistício de novembro de 1918 e os levantes revolucionários que se seguiram. Drexler seguiu as visões típicas dos militantes nacionalistas da época, como a oposição ao Tratado de Versalhes, sendo antissemita, antimonarquista e pontos de vista antimarxistas, assim como acreditar na superioridade dos alemães no qual nacionalistas afirmavam ser parte da "raça superior" a "raça ariana", mas ele também acusou o capitalismo internacional de ser um movimento judaico-dominante e denunciou capitalistas por lucros na guerra na Primeira Guerra Mundial. Drexler viu a situação de violência e instabilidade política na Alemanha como resultado da nova República de Weimar estar fora de contato com as massas, especialmente as classes mais baixas. Drexler enfatizou a necessidade de uma síntese do nacionalismo völkisch com uma forma de socialismo econômico, a fim de criar um movimento nacionalista orientado popularmente, os trabalhadores que poderiam desafiar a ascensão do comunismo e da política internacionalista. Estes foram todos os temas bem conhecidos popularmente com vários grupos paramilitares em Weimar como os Freikorps.

Emblema do Partido Nazista

Embora muito pequeno, o movimento de Drexler recebeu atenção e apoio de algumas figuras influentes. Defensor de Drexler Dietrich Eckart trouxe o militar Felix Graf von Bothmer, um proeminente defensor do conceito de "nacional-socialismo", para tratar do movimento. Mais tarde, em 1918, Karl Harrer (jornalista e membro da Sociedade Thule), juntamente com Drexler e vários outros formaram a Politischer Arbeiterzirkel (Círculo dos Trabalhadores Políticos). Os membros se reuniram periodicamente para discussões com temas do nacionalismo e do racismo dirigido contra os judeus. Em dezembro de 1918, Drexler decidiu que um novo partido político deve ser formado com base nos princípios políticos endossados pela combinação de sua Comissão dos Trabalhadores Independentes com o Círculo dos Trabalhadores Políticos.
Em 5 de janeiro de 1919, Drexler criou um novo partido político chamado de "Partido Socialista dos Trabalhadores da Alemanha", mas Harrer se opôs ao termo "socialista"; o problema foi resolvido através da remoção do termo e o partido recebeu o nome de Partido dos Trabalhadores Alemães (Deutsche Arbeiterpartei, DAP). Para aliviar as preocupações entre os potenciais apoiadores da classe média, Drexler deixou claro ser contrário aos marxistas, o partido apoiou a classe média, e que a política socialista do partido pretendia dar bem-estar social para os cidadãos alemães considerados parte da raça ariana. Eles se tornaram um dos muitos movimentos völkisch que existiam na Alemanha na época. Assim como outros grupos völkisch, o DAP defendeu a crença de que através da socialização, a Alemanha deve se tornar uma "comunidade nacional" (Volksgemeinschaft) unificada ao invés de uma sociedade dividida ao longo da classe e do partido. Esta ideologia foi explicitamente antissemita. Já em 1920, o partido estava levantando dinheiro com a venda de tabaco chamado Anti-Semit.

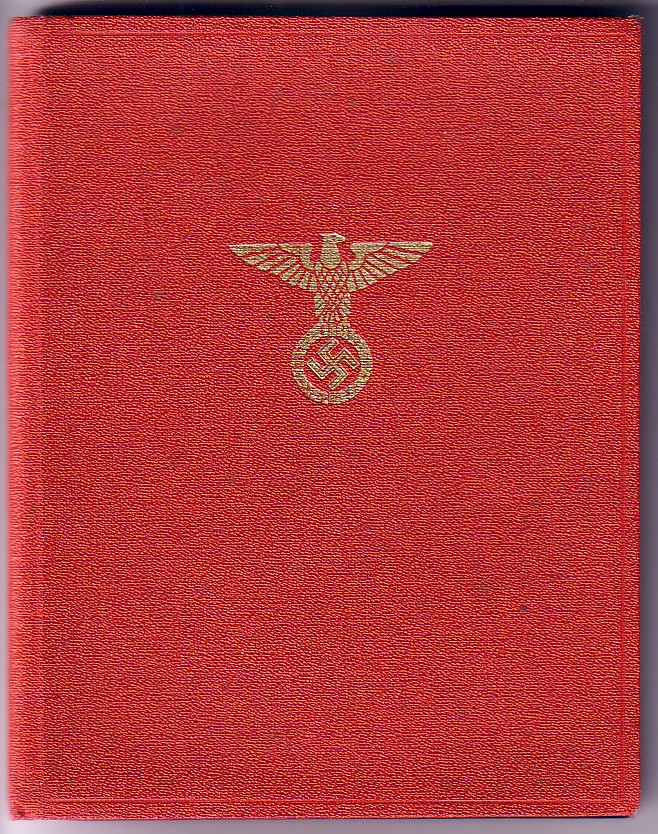
Cartão do partido, 1939

Desde o início, o DAP foi contrário aos movimentos políticos não nacionalistas, especialmente à esquerda, incluindo o Partido Social-Democrata da Alemanha (SPD) e o recém-formado Partido Comunista da Alemanha (KPD). Os membros do DAP se consideravam em combate contra o "bolchevismo" e qualquer pessoa considerada membro ou estava auxiliando era assim chamado "judaísmo internacional". O DAP era profundamente contrário ao Tratado de Versalhes. O DAP não tentou se tornar público em si, e as reuniões foram mantidas em sigilo relativo, com palestrantes discutindo o que eles pensavam ser a atual situação da Alemanha, ou escrevendo o que as sociedades no norte da Alemanha pensavam.
O DAP era um pequeno grupo com menos de 60 membros. No entanto, chamou a atenção das autoridades alemãs, que estavam desconfiados de qualquer organização que parecia ter tendências subversivas. Em julho de 1919, enquanto estabelecidos em Munique, exército Gefreiter de Adolf Hitler foi nomeado Verbindungsmann (agente de inteligência) do Reichswehr (exército) pelo chefe de imprensa e propaganda na seção da Baviera, o capitão Mayr. Atribuição de Hitler era para influenciar outros soldados a se infiltrar na DAP. Ao assistir a uma reunião do partido em 12 de setembro de 1919, Hitler se tornou envolvido em uma discussão acalorada com um visitante, Professor Baumann, que questionou a validade dos argumentos de Gottfried Feder contra o capitalismo e propôs que a Baviera deve romper com a Prússia e se tornar uma nova nação sul-alemã como a Áustria. Em veementemente ataca os argumentos do homem, ele fez uma boa impressão sobre os outros membros do partido com suas habilidades de oratória e, de acordo com Hitler, o "professor" saiu do salão reconhecendo a derrota inequívoca. De acordo com August Kubizek, Drexler ficou tão impressionado que ele sussurrou para um colega, "Ele tem dom. Poderíamos usá-lo". Drexler o convidou para participar, e Hitler aceitou. Em menos de uma semana, Hitler recebeu um cartão postal de Drexler afirmando que ele tinha sido oficialmente aceito como membro do DAP. Entre os membros anteriores do partido estavam Ernst Röhm do Comando Distrital VII do Exército; jornalista Dietrich Eckart; Rudolf Hess então aluno da Universidade de Munique; Hans Frank soldado do Freikorps; e Alfred Rosenberg, muitas vezes creditado como o filósofo. Todos eram mais tarde proeminentes no regime nazista.

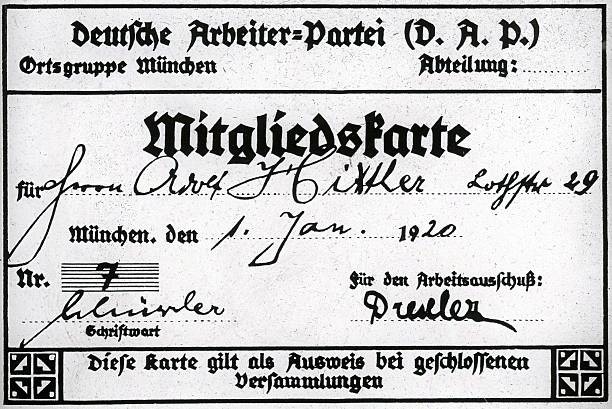
Cartão de membro de Hitler na DAP (mais tarde NSDAP)

Hitler se tornou 55.º membro do DAP e recebeu o número 555, por que a DAP adicionava '500' no número de cada membro para exagerar a força do partido. Mais tarde, ele afirmou ser o sétimo membro do partido (ele era de fato o sétimo membro executivo do comitê central do partido; mais tarde viria a usar o número um da Placa de Ouro do Partido). O primeiro discurso de Hitler foi realizado no Hofbräukeller, onde falou na frente de 111 pessoas como o segundo palestrante da noite. Hitler mais tarde declarou que isso foi quando ele percebeu que poderia realmente "fazer um bom discurso". No início Hitler só falou com grupos relativamente pequenos, mas sua oratória e propaganda das habilidades consideráveis foram apreciados pela liderança do partido. Com o apoio de Anton Drexler, Hitler se tornou chefe de propaganda para o partido no início de 1920. Hitler começou a ter mais público, e ele organizou a sua maior reunião de 2 mil pessoas, em 24 de fevereiro 1920 em Staatliches Hofbräuhaus in München. Tal era a importância desse movimento particular na publicidade que Harrer se demitiu do partido em desconformidade. Foi nesse discurso que Hitler, pela primeira vez, enunciou os vinte e cinco pontos do manifesto do Partido dos Trabalhadores Alemães que haviam sido elaborados por Drexler, Feder, e Hitler. Através destes pontos que ele deu a organização um estratagema muito mais ousado, com uma política externa clara (revogação do Tratado de Versalhes, de uma Grande Alemanha, a expansão do Leste, a exclusão dos judeus da cidadania), e entre os seus pontos específicos foram: confisco de lucros de guerra, a abolição dos rendimentos não ganhos, o Estado em compartilhar os lucros de terra e terra para as necessidades nacionais serrem tirados sem compensação. Em geral, o manifesto era antissemita, anticapitalista, antidemocrático, antimarxista e antiliberal. Para aumentar o seu apelo aos maiores segmentos da população, em 24 de fevereiro de 1920, no mesmo dia que o discurso em Hofbräuhaus de Hitler, o DAP mudou seu nome para o Nationalsozialistische Deutsche Arbeiterpartei (Partido Nacional Socialista dos Trabalhadores Alemães). Naquele ano, o Partido Nazista anunciou oficialmente que somente as pessoas de "descendência ariana pura [rein arischer abkunft]" poderiam se tornar membros do partido; se a pessoa tinha um cônjuge, também tinham que ser um ariano "raça pura". Os membros do Partido não poderiam estar relacionados direto ou indiretamente com os chamados "não-arianos".
Hitler se tornou rapidamente o orador mais ativo do partido, e ele apareceu em público como orador trinta e uma vezes no primeiro ano após a sua autodescoberta. A oratória e a propaganda das habilidades consideráveis de Hitler foram apreciadas pela liderança do partido sempre como as multidões começaram a se reunir para ouvir seus discursos. Hitler falava sempre sobre os mesmos assuntos: o Tratado de Versalhes e a questão judaica. Esta técnica deliberada e divulgação eficaz do partido contribuiu significativamente para o seu sucesso inicial, sobre o qual um pôster contemporâneo escreveu "Desde Herr Hitler é um orador brilhante, podemos manter a perspectiva de uma noite muito emocionante". Nos meses seguintes, o partido continuou a atrair novos membros, mantendo-se muito pequeno para ter qualquer significado real na política alemã. Até o final do ano, os membros do partido foi registrado em 2 mil. Muitos dos quais Hitler e Röhm tinha trazido para o partido, pessoalmente, ou para quem a oratória de Hitler havia sido a razão para aderir.
O talento de Hitler como orador, e sua capacidade de atrair novos membros, combinada com sua crueldade característica, logo fez a figura dominante. No entanto, enquanto Hitler estava em uma viagem para angariação de fundos em Berlim em junho de 1921, um motim eclodiu dentro do Partido Nazista em Munique. Os membros do seu comitê executivo, alguns dos quais consideravam Hitler muito arrogante, queria se fundir com o rival Partido Socialista Alemão (DSP). Hitler voltou para Munique em 11 de julho com raiva apresentou sua renúncia. Os membros do comitê perceberam que sua renúncia significaria o fim do partido. Hitler anunciou que iria se reunir com a condição de que ele iria substituir Drexler como presidente do partido, e que a sede do partido permaneceria em Munique. O comitê concordou, e ele voltou ao partido no dia 26 de julho como o membro 3 680. Ele ainda enfrentou alguma resistência de outros membros: Os opositores de Hitler, Hermann Esser e outros foram expulsos do partido e eles imprimiram 3 mil exemplares de um panfleto atacando Hitler como um traidor do partido. Nos dias seguintes, Hitler falou em várias casas lotadas e se defendeu e Esser o aplaudiu.
Hitler foi formalmente eleito presidente do partido em 28 de julho de 1921, com apenas um voto contrário. O comitê foi dissolvido, e Hitler foi concedido poderes quase absolutos como único líder do partido. Este foi um posto que ele iria manter para o resto de sua vida. Hitler logo adquiriu o título Führer ("líder") e, após uma série de conflitos internos, foi aceito que o partido seria governado pelo Führerprinzip ("princípio líder"). Segundo este princípio, o partido era uma entidade altamente centralizada que funcionava rigorosamente de cima para baixo, com Hitler no ápice como líder absoluto do partido. Hitler neste momento viu o partido como uma organização revolucionária, cujo objetivo era a derrubada da República de Weimar, que ele via como sendo controlada pelos socialistas, judeus e os "Dolchstoßlegende", que tinham traído os soldados alemães em 1918. A SA ("tropas de assalto") foram fundadas como uma milícia do partido em 1921, e começou com ataques violentos a outros partidos.

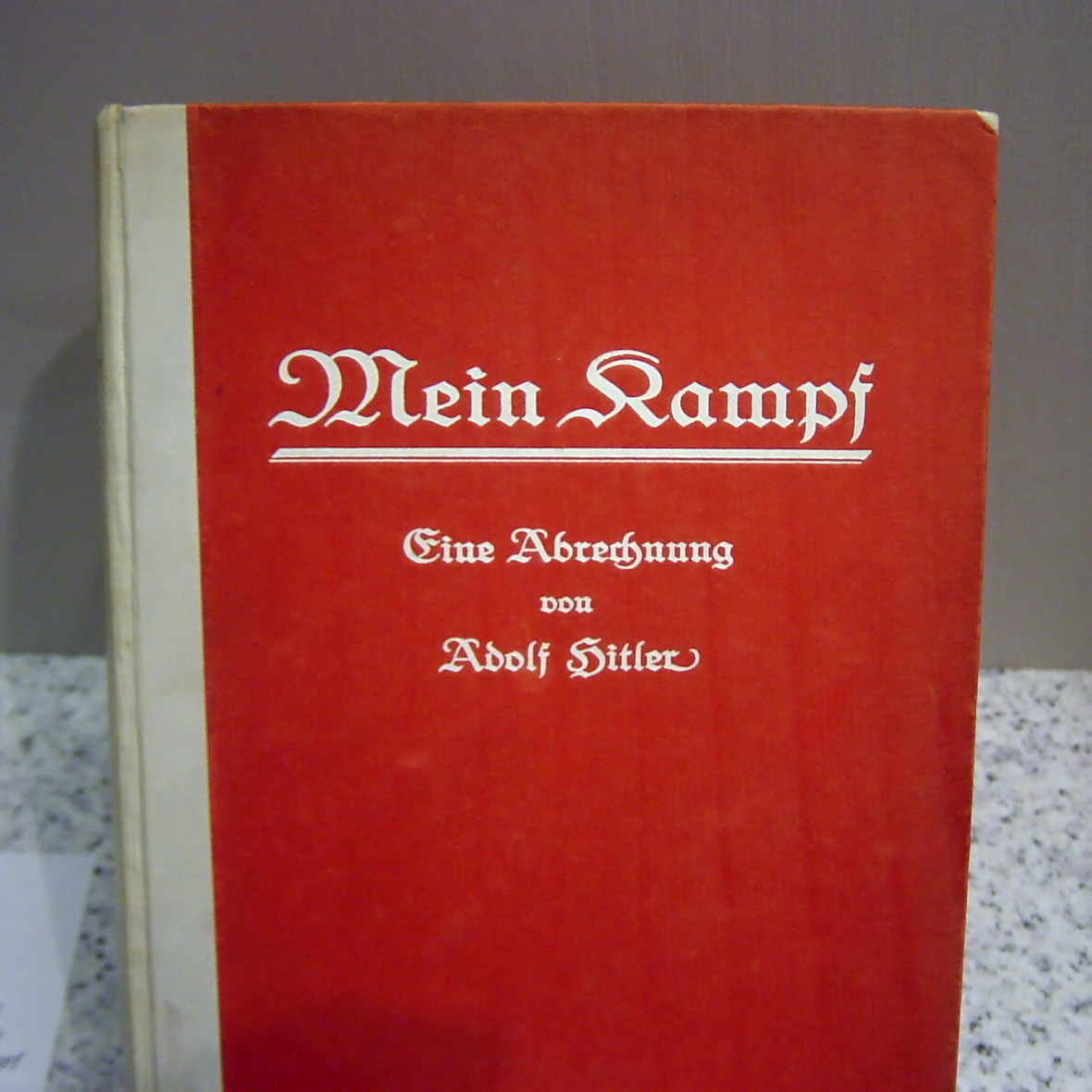
Capa da Mein Kampf em sua primeira edição

Para Hitler, o duplo objetivo do partido sempre foi o expansionismo do nacionalismo alemão e o antissemitismo. Esses dois objetivos foram fundidos em sua mente por sua crença de que os inimigos externos da Alemanha a Grã-Bretanha, França e a União Soviética eram controlados pelos judeus, e que as futuras guerras da Alemanha para expansão nacional implicaria necessariamente com uma guerra contra os judeus. Para Hitler e seus princípios tenentes, as questões nacionais e raciais sempre foram dominantes. Isso foi simbolizado pela adoção como o emblema do partido a suástica ou Hakenkreuz, na época amplamente utilizado no mundo ocidental. Nos círculos dos nacionalistas alemães, a suástica era considerada um símbolo de uma "raça ariana"; simbolizava a substituição da cruz cristã com fidelidade a um Estado nacional-socialista.
Durante 1921 e 1922, o Partido Nazista cresceu significativamente, em parte, através das técnicas de oratória de Hitler, em parte por meio do apelo da SA para jovens desempregados, e em parte porque houve uma reação contra a política socialista e liberal na Baviera como os problemas econômicos da Alemanha aprofundou e a fraqueza de o regime de Weimar se tornou aparente. O partido recrutou soldados que participaram da Primeira Guerra Mundial, a quem Hitler como um veterano da linha de frente decorou especialmente que poderia recorrer, bem como pequenos empresários e ex-membros descontentes dos partidos rivais. Comícios nazistas eram frequentemente realizados em cervejarias, onde os homens oprimidos conseguiam cerveja grátis. A Juventude Hitlerista foi formada para os filhos dos membros do partido, embora tenha permanecido pequeno até o final de 1920. O partido também formou grupos em outras partes da Alemanha. Julius Streicher em Nuremberg era um recruta jovem, e se tornou editor da revista racista Der Stürmer. Outros juntaram ao partido eram os ás da aviação na Primeira Guerra Mundial Hermann Göring e Heinrich Himmler. Em dezembro de 1920, o Partido Nazista adquiriu um jornal, o Völkischer Beobachter, da qual seu ideólogo líder Alfred Rosenberg se tornou editor.
Em 1922, um partido com as políticas e objetivos muito semelhantes chegou ao poder na Itália, o Partido Nacional Fascista, sob a liderança do carismático Benito Mussolini. Os fascistas, como os nazistas, promoveram um renascimento nacional de seu país; contrário ao comunismo e o liberalismo; apelou para as classes operárias; se opôs ao Tratado de Versalhes; e defendeu a expansão territorial do seu país. Os fascistas italianos usaram uma saudação romana e usavam uniformes pretos. Hitler foi inspirado em Mussolini e os fascistas, pedindo o uso da saudação como uma saudação nazista. Quando os fascistas chegaram ao poder, em 1922, na Itália, por meio de sua tentativa de golpe chamado de "Marcha sobre Roma", Hitler começou a planejar seu próprio golpe que iria se materializar um ano depois.
Em janeiro de 1923, a França ocupou a região industrial do Ruhr, como resultado do fracasso da Alemanha para cumprir seus pagamentos de reparações. Isto levou ao caos econômico, a demissão do governo de Wilhelm Cuno, e uma tentativa do Partido Comunista da Alemanha (KPD) para encenar uma revolução. A reação a esses eventos foi uma onda de sentimento nacionalista. Membros do Partido Nazista cresceram acentuadamente, para cerca de 20 mil. Em novembro, Hitler decidiu que era o momento certo para uma tentativa de tomar o poder em Munique, na esperança de que o Reichswehr (o exército alemão do pós-guerra) iria se juntar ao motim contra o governo em Berlim e se juntar a sua revolta. Nisso, ele foi influenciado pelo ex-general Erich Ludendorff, que se tornaria um apoiador, embora não seja membro do Partido Nazista.
Na noite de 8 de novembro, os nazistas usaram um comício patriótico em uma cervejaria de Munique para lançar uma tentativa de putsch (golpe de estado). Este assim chamado Putsch da Cervejaria falhou quase ao mesmo tempo em que os comandantes locais do Reichswehr se recusaram a apoiar. Na manhã de 9 de novembro os nazistas organizaram uma marcha de cerca de 2 mil apoiadores pelo meio de Munique, em uma tentativa de conseguir apoio. Tropas abriram fogo, e 16 nazistas foram mortos. Hitler, Ludendorff e vários outros foram presos, e foram julgados por traição em março de 1924. Hitler e seus companheiros foram condenados com penas de prisão muito brandas. Enquanto Hitler estava na prisão, ele escreveu seu manifesto político semi-autobiográfico Mein Kampf ("Minha Luta").
O Partido Nazista foi banido, embora com o apoio do nacionalista Bloco Social-Völkisch (Völkisch-Sozialer Block), continuaram a operar sob o nome de "Partido Alemão" (Deutsche Partei ou DP) entre 1924 a 1925. Os nazistas não conseguiram permanecer unidos no Partido Alemão, como no norte, os de direita apoiadores dos nacionalistas völkish dos nazistas se mudou para o novo Partido Alemão da Liberdade Völkisch, deixando membros dos nazistas do norte, como Joseph Goebbels mantendo o apoio para o partido.

### Ascensão ao poder: 1925-1933

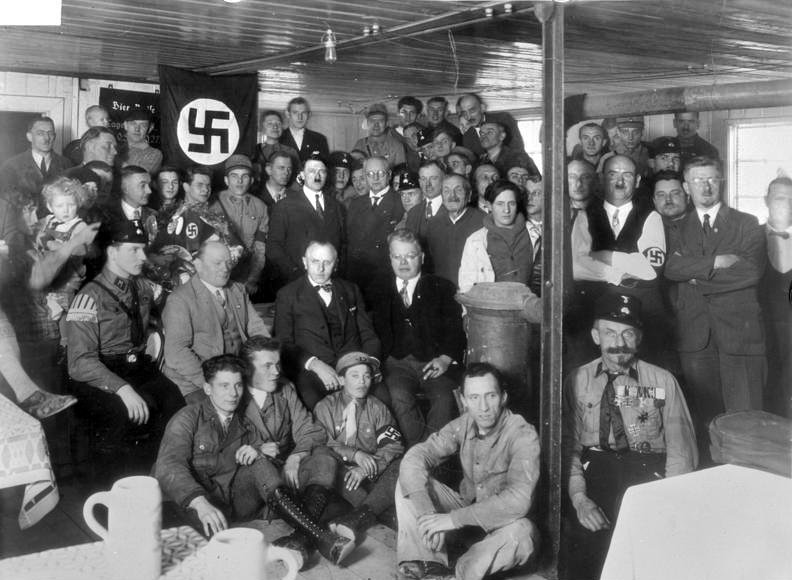
Hitler com membros do Partido Nazista em 1930

Adolf Hitler em 1925, re-fundou e reorganizou o Partido Nazista, como ele mesmo seu indiscutível líder. O novo Partido Nazista não era uma organização paramilitar, e desmentiu qualquer intenção de tomar o poder pela força. Em qualquer caso, a situação econômica e política se estabilizou e o recrudescimento extremista de 1923 havia desaparecido, então não havia nenhuma perspectiva de novas aventuras revolucionárias. O Partido Nazista de 1925 foi dividido em "Corpo de Liderança" (Korps der politischen Leiter), nomeado por Hitler, e os membros em geral (Parteimitglieder). O partido e a SA foram mantidos separados, e o aspecto legal do trabalho do partido foi enfatizado. Em um sinal disto, o partido começou a admitir mulheres. A SA e a SS (fundado em abril de 1925 como guarda pessoal de Hitler, comandada por Himmler) foram descritos como "grupos de apoio", e todos os membros desses grupos tiveram que primeiro se tornarem membros regulares do partido.
Vice-líder do partido era Rudolf Hess, mas ele não tinha poder real no partido. No início da década de 1930 os principais líderes do partido depois de Hitler foram Himmler, Goebbels e Göring. Abaixo do Corpo de Liderança eram líderes regionais do partido, os Gauleiters, cada um dos quais comandaram o partido em sua Gau ("região"). Havia 98 Gaue na Alemanha e um adicional de 7 na Áustria, os Sudetos (na Checoslováquia), Danzig e o Território da Bacia do Sarre (então sob ocupação francesa). Joseph Goebbels começou a sua ascensão pela hierarquia do partido como Gauleiter de Berlim-Brandemburgo em 1926. Streicher foi Gauleiter da Francônia, onde publicou o jornal antissemita Der Stürmer. Sob o Gauleiter eram funcionários de nível mais baixo, o Kreisleiter ("líder de condado"), Zellenleiter ("líder de célula") e Blockleiter ("líder de bloco"). Esta era uma estrutura estritamente hierárquica em que as ordens fluíam a partir do topo, e lealdade inquestionável foi dada aos superiores. Somente a SA manteve alguma autonomia. Sendo composto basicamente de trabalhadores desempregados, muitos homens SA assumiram retórica socialista dos nazistas a sério. Neste momento, a saudação a Hitler (emprestada dos fascistas italianos) e a saudação "Heil Hitler!" foram adotados em todo o partido.

Cartaz eleitoral do Partido Nazista usado em Viena, em 1930. Tradução: "Exigimos liberdade e pão"

Os nazistas contestaram as eleições para o parlamento nacional, o Reichstag, e os legislativos estaduais, os Landtags, a partir de 1924, embora no início com pouco sucesso. O "Movimento de Libertação Nacional-Socialista" entrevistou 3% dos votos nas eleições Reichstag de dezembro de 1924, e este caiu para 2,6% nas eleições de 1928. As eleições estaduais produziram resultados semelhantes. Apesar desses maus resultados, e apesar de relativa estabilidade política da Alemanha e da prosperidade na década de 1920 mais tarde, o Partido Nazista continuou a crescer. Isso foi, em parte, porque Hitler, que não tinha capacidade administrativa, deixou a organização do partido para o chefe do secretariado, Philipp Bouhler, o tesoureiro do partido Franz Xaver Schwarz e gerente de negócios Max Amann. O partido tinha o cabeça da propaganda Gregor Strasser, que foi promovido a líder da organização nacional em janeiro de 1928. Esses homens deram ao partido o recrutamento eficiente e as estruturas organizacionais. O partido também deve seu crescimento gradual ao desaparecendo dos grupos concorrentes nacionalistas, como o Partido Popular Nacional Alemão (DNVP). Como Hitler se tornou o chefe reconhecido dos nacionalistas alemães, outros grupos diminuíram ou foram absorvidos.
Na década de 1920 o partido expandiu além de sua base bávara. A Baviera Católica manteve seu nostálgico de direita para um monarca católico; e Vestfália, juntamente com a classe trabalhadora "Berlim Vermelho", sempre foram as áreas mais fracas dos nazistas eleitoralmente, mesmo durante o próprio do Terceiro Reich. As áreas com forte apoio nazista estavam em áreas rurais, como protestantes Schleswig-Holstein, Mecklemburgo, Pomerânia e Prússia Oriental. As áreas da classe trabalhadora deprimidas como Turíngia também produziram um forte voto nazista, enquanto que os trabalhadores do Ruhr e Hamburgo, em grande parte permaneceu fiel ao Social-Democratas, o Partido Comunista da Alemanha, ou o Partido do Centro Católico. Nuremberg permaneceu um reduto do Partido Nazista, e as primeiras reuniões de Nuremberg foram realizadas lá em 1927. Estas manifestações logo se tornaram exibições maciças de energia paramilitar nazista e atraíram muitos recrutas. O apelo mais forte dos nazistas foram às classes médias baixas, agricultores, funcionários públicos, professores, pequenos empresários, que sofreram mais com a inflação da década de 1920, de modo que temiam o bolchevismo mais do que qualquer outra coisa. A classe de empresa de pequeno porte foi receptivo ao antissemitismo de Hitler, uma vez que culpou as grandes empresas judaicas pelos seus problemas econômicos. Os estudantes universitários, decepcionados por terem servido muito jovens na Primeira Guerra Mundial, e atraídos pela retórica radical dos nazistas, também se tornaram um forte eleitorado nazista. Em 1929, o partido tinha 130 000 membros.
Apesar destas vantagens, o Partido Nazista nunca poderia ter chegado ao poder, se não fosse pela Grande Depressão e os seus efeitos sobre a Alemanha. Em 1930, a economia alemã estava rodeado por desemprego em massa e falências generalizadas. Os Social-Democratas e Comunistas estavam divididos e incapazes de formular uma solução eficaz: isso deu os nazistas a sua oportunidade, e uma mensagem de Hitler, culpando a crise sobre os financeiros judeus e bolcheviques, isso ressoou em amplos setores do eleitorado. Nas eleições Reichstag de setembro de 1930, os nazistas ganharam 18.3% dos votos e se tornaram o segundo maior partido no Reichstag após o SPD. Hitler provou ser um ativista altamente eficaz, pioneiro na utilização do rádio e de aviões para essa finalidade. A demissão de Strasser e a nomeação Goebbels como chefe de propaganda do partido foram os principais fatores. Enquanto Strasser tinha usado sua posição para promover a sua própria versão esquerdista do socialismo nacional, Goebbels era totalmente leal a Hitler e trabalhou apenas para melhorar a imagem de Hitler.
As eleições de 1930 mudaram a paisagem política alemã, enfraquecendo os partidos nacionalistas tradicionais, o DNVP e o DVP, deixando os nazistas como a principal alternativa com o SPD desacreditado e o Zentrum, cujo líder, Heinrich Brüning, liderou um fraco governo minoritário. A incapacidade dos partidos democráticos para formar uma frente unida, o isolamento autoimposto dos comunistas, e no declínio contínuo da economia, tudo foi jogado nas mãos de Hitler. Ele agora passou a ser visto como de facto líder da oposição, e as doações serviram para os cofres do Partido Nazista. Algumas figuras importantes de negócios, como Fritz Thyssen, eram partidários nazistas e deram generosas doações, e algumas figuras de Wall Street foram supostamente envolvidas, mas muitos outros homens de negócios estavam desconfiados das tendências nacionalistas extremas dos nazistas e preferiam apoiar os partidos tradicionais conservadores.
Durante 1931 e 1932, a crise política da Alemanha se aprofundou. Em março de 1932, Hitler concorreu à presidência contra o atual presidente Paul von Hindenburg, sondagens de 30,1% no primeiro turno e 36,8% no segundo contra Hindenburg com 49% e 53%. Até agora a SA teve 400 mil membros, e suas batalhas de rua que funcionam contra o SPD e os paramilitares comunistas (que também lutaram entre si) reduziram algumas cidades alemãs para combater nas zonas. Paradoxalmente, embora os nazistas estavam entre os principais instigadores desta desordem, parte do apelo de Hitler para uma classe média assustada e desmoralizada foi sua promessa de restaurar a lei e a ordem. O antissemitismo evidente foi jogado para baixo na retórica oficial nazista, mas nunca foi muito longe da superfície. Alemães votaram em Hitler principalmente por causa de suas promessas para reanimar a economia (por meios não especificados), para restaurar a grandeza alemã e derrubar o Tratado de Versalhes, e salvar a Alemanha do comunismo.
Em 20 de julho de 1932, o governo da Prússia foi deposto por um golpe de Estado, o Preußenschlag, e alguns dias mais tarde, nas eleições Reichstag de julho de 1932 os nazistas fizeram mais um salto para a frente, a votação de 37,4%, se tornaram o maior partido no parlamento por uma larga margem. Além disso, os nazistas e os comunistas entre eles ganharam 52% dos votos e uma grande maioria dos assentos. Uma vez que ambas as partes se opôs ao sistema político estabelecido, e nem iria aderir ou apoiar qualquer ministério, isso fez a formação de um governo de maioria impossível. O resultado foi os ministérios fracos que governam por decreto. Sob diretrizes do Comintern, os comunistas mantiveram sua política de tratar o SPD como o inimigo principal, chamando-os de "fascistas sociais", fragmentando assim a oposição aos nazistas. Mais tarde, tanto o SPD e os comunistas se acusaram mutuamente de terem facilitado a ascensão de Hitler ao poder, pela sua falta de vontade de se comprometer.
O chanceler Franz von Papen pediu outra eleição Reichstag em novembro, na esperança de encontrar uma maneira de sair deste impasse. O resultado eleitoral foi a mesmo, com os nazistas e os comunistas ganhando 50% dos votos entre eles e mais da metade dos assentos, tornando este Reichstag não mais viável do que o seu antecessor. Mas o apoio para os nazistas havia caído para 33,1%, sugerindo que o aumento nazista tinha passado o seu auge, possivelmente porque o pior da depressão tinha passado, possivelmente porque alguns eleitores de classe média tinham apoiado Hitler em julho como um protesto, mas tinha agora atraídos de volta a partir da perspectiva de realmente colocá-lo no poder. Os nazistas interpretaram o resultado como um aviso de que eles devem tomar o poder antes do mandato acabar. Se houve-se outras partes unidas, isso poderia ter sido evitado, mas a sua falta de visão fez uma frente unida impossível. Papen, e seu sucessor Kurt von Schleicher, e o nacionalista magnata da impressão Alfred Hugenberg passou dezembro e janeiro em intrigas políticas que eventualmente persuadiram o presidente Hindenburg que era seguro nomear Hitler como chanceler do Reich, à frente de um gabinete, incluindo apenas uma minoria de ministros nazistas que ele fez em 30 de janeiro de 1933.

#### Ascensão e consolidação

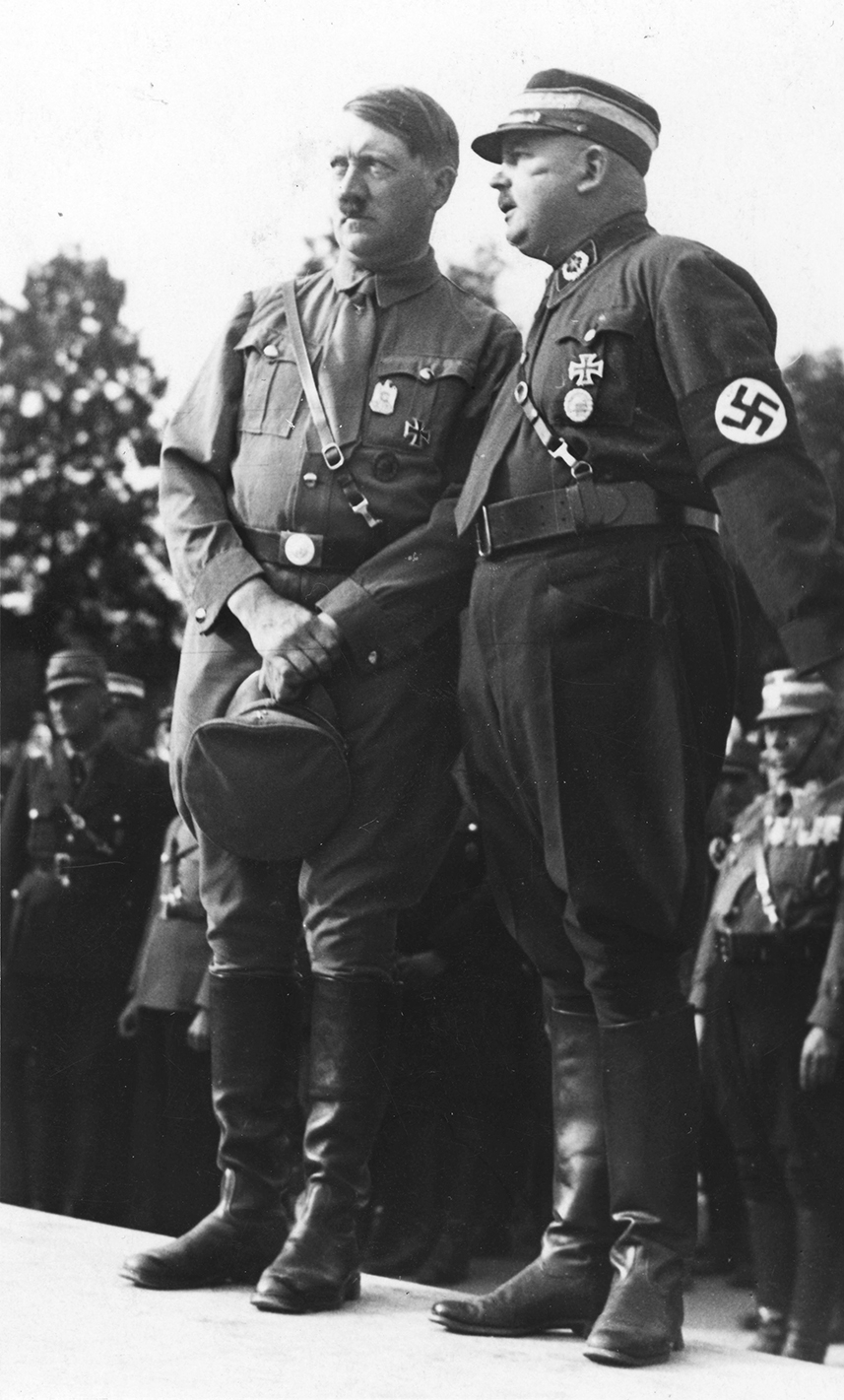
Reichsparteitag (Reunião de Nuremberg): O líder do Partido Nazista Adolf Hitler e o líder da SA Ernst Röhm, agosto de 1933

Hitler no Mein Kampf atacou diretamente tanto os esquerdistas e a política de direita na Alemanha. No entanto, a maioria dos estudiosos identificam o nazismo na prática como sendo uma forma de extrema-direita na política. Quando perguntado em uma entrevista se ele e os nazistas eram "burgueses de direita", como alegado por seus adversários, Hitler respondeu que o nazismo não era exclusivamente para qualquer classe, e indicou que favoreceu nem a esquerda nem a direita, mas preservada elementos "puros" de ambos os "campos", afirmando: "Desde o campo da tradição burguesa, é preciso determinação nacional, e do materialismo do dogma marxista, vivendo, o socialismo criativo".
Os votos de que os nazistas receberam nas eleições de 1932 estabeleceu o Partido Nazista como a maior facção parlamentar do governo da República de Weimar. Adolf Hitler foi nomeado chanceler da Alemanha em 30 de janeiro de 1933.
O incêndio do Reichstag em 27 de fevereiro de 1933 deu a Hitler a razão do golpe de Estado para suprimir seus adversários políticos. No dia seguinte, 28 de fevereiro, ele convenceu a República de Weimar e o presidente Paul von Hindenburg para emitir o Decreto do Incêndio do Reichstag, que suspendeu a maioria das liberdades civis. Em 23 de março, o Reichstag aprovou a Lei de Concessão de Plenos Poderes de 1933, que deu ao gabinete o direito de promulgar leis sem o consentimento do parlamento. Com efeito, este deu a Hitler poderes ditatoriais. Agora possuindo poder praticamente absoluto, os nazistas criaram controle totalitário; eles aboliram os sindicatos e outros partidos políticos e seus adversários políticos foram presos, primeiro em wilde Lager, acampamentos improvisados, em seguida, nos campos de concentração. O nazismo tinha sido estabelecido, no entanto, o Reichswehr permaneceu imparcial: Poder sobre a Alemanha Nazista permaneceu virtual, não absoluto.

## Resultados eleitorais

### Resultados eleitorais do Partido Nazi[71]
| Data    | Votos      | %         | Deputados | +/- | Status   |
| ------- | ---------- | --------- | --------- | --- | -------- |
| 05/1924 | 1 918 329  | 6,5 (#6)  | 32 / 472  |     | Oposição |
| 12/1924 | 907 242    | 3,0 (#8)  | 14 / 493  | 18  | Oposição |
| 1928    | 810 127    | 2,6 (#9)  | 12 / 491  | 2   | Oposição |
| 1930    | 6 379 672  | 18,3 (#2) | 107 / 577 | 95  | Oposição |
| 07/1932 | 13 745 680 | 37,3 (#1) | 230 / 608 | 123 | Governo  |
| 11/1932 | 11 737 021 | 33,1 (#1) | 196 / 584 | 34  | Governo  |
| 04/1933 | 17 277 180 | 43,9 (#1) | 288 / 647 | 92  | Governo  |
| 11/1933 | 39 655 224 | 92,1 (#1) | 661 / 661 | 373 | Governo  |
| 1936    | 44 462 458 | 98,8 (#1) | 741 / 741 | 80  | Governo  |
| 1938    | 44 451 092 | 99,0 (#1) | 813 / 813 | 72  | Governo  |

## Programa político
O Programa Nacional Socialista era uma formulação das políticas do partido. Ela continha 25 pontos e é, portanto, também conhecido como o 'plano de 25 pontos' ou 'programa de pontos 25'. Foi o programa oficial do partido, com pequenas alterações, desde a sua proclamação como tal pelo Hitler em 1920, quando o partido ainda era o Partido dos Trabalhadores Alemães, até sua dissolução.

## Composição do partido

### Estrutura de comando

#### Liderança
No topo do Partido Nazista era o presidente do partido ("Der Führer"), que detinha o poder absoluto e pleno comando sobre o partido. Todos os outros escritórios do partido estavam subordinados à sua posição e teve que depender de suas instruções. Em 1934, Hitler fundou um organismo separado para o presidente, Chancelaria do Führer, com suas próprias subunidades.
Abaixo da chancelaria do Führer foi o primeiro "Gabinete do Vice-Führer" (liderado por Rudolf Hess de 21 de abril de 1933 a 10 de maio de 1941) e, em seguida, a "Chancelaria do Partido" (Parteikanzlei) liderado por Martin Bormann.

#### Reichsleiter
Diretamente submetido ao Führer foram os Reichsleiter ("Líder(es) do Reich", as formas singular e plural são idênticos em alemão), cujo número foi aumentando gradualmente em 18 anos. Eles detinham o poder e influência comparável aos ministros do Reich no gabinete do Hitler. Os 18 Reichsleiter formaram a "Liderança do Reich do Partido Nazista" (Reichsleitung der NSDAP), que foi criado no chamado Braunes Haus, em Munique. Ao contrário de um Gauleiter, um Reichsleiter não tinha áreas geográficas individuais sob o seu comando, mas foram responsáveis por domínios específicos de interesse.

#### Organismo de liderança política
O organismo de liderança política do Partido Nazista foram as pessoas que foram mais frequentemente associadas como "nazistas" no sentido estereótipo da palavra, como eram dessas pessoas que usavam uniformes nazistas paramilitares de cor marrom, aplicando a doutrina nazista, e passava assuntos governamentais locais de acordo com as instruções do Partido Nazista.
O organismo de liderança política abrangia uma grande variedade de títulos paramilitares no topo dos quais foram Gauleiter, que eram líderes do Partido de grandes áreas geográficas. A partir dos Gauleiters se estende para baixo através das posições nazistas que abrangem condados, cidades, e líderes das cidades, os quais eram os governantes inquestionáveis em suas áreas e regiões específicas.
Até o fim de sua existência, o Partido Nazista alegou respeitar o governo tradicional da Alemanha e, para o efeito, os governos locais e estaduais foram autorizados, a existir lado a lado com os líderes nazistas regionais. No entanto, até 1936, os governos locais haviam perdido quase todo o poder com os seus homólogos nazistas ou foram controlados por pessoas que detinham títulos do governo e títulos nazistas iguais. Isto levou à continuação da existência de títulos alemães, como Bürgermeister, bem como a existência de legislaturas estaduais alemãs (Landesrat), mas sem qualquer poder real para falar.

#### Membros ordinários
A associação geral do Partido Nazista era conhecido pelo título de Parteimitglieder. Este termo genérico aplicado a qualquer membro do Partido que não de outra forma uma posição de liderança política. Traduzido simplesmente como "Membro do Partido", o Parteimitglieder poderia (e fez) ocupar cargos em outros grupos nazistas, como a SS ou Sturmabteilung. A única insígnia para o Parteimitglieder era uma lapela de pinos do Partido Nazista; Os membros do Partido Nazista que não possuíam quaisquer cargos de liderança não tinham uniformes específicos designados. Essas pessoas, no entanto, muitas vezes usavam uniformes de outros grupos nazistas, uniformes de agências do governo alemão, e também poderiam servir nas forças armadas da Alemanha.

### Escritórios do Partido Nazista
O Partido Nazista tinha escritórios que lidavam com várias questões políticas e outras. Estes incluem:
- Rassenpolitisches Amt der NSDAP (RPA): "Escritório da Política Racial da NSDAP"
- Außenpolitische Amt der NSDAP (APA): "Escritório das Relações Exteriores da NSDAP"
- Kolonialpolitisches Amt der NSDAP (kPa): "Escritório da Política Colonial da NSDAP"
- Wehrpolitisches Amt der NSDAP (WPA): "Escritório da Política Militar da NSDAP"
- Amt Rosenberg (ARo): "Escritório Rosenberg"

### Grupos paramilitares
Além do próprio Partido Nazista, vários grupos paramilitares que existiam "apoiavam" os objetivos nazistas. Todos os membros dessas organizações paramilitares eram obrigados a se tornar membros regulares do Partido Nazista em primeiro lugar e, em seguida, poderiam se inscrever no grupo de sua escolha. Havia um vasto sistema de cargos paramilitares do Partido Nazista desenvolvidos para cada um dos vários grupos paramilitares.
Os principais grupos paramilitares do Partido Nazista foram os seguintes:
- Schutzstaffel (SS): "Esquadrão de Proteção" (junto com Allgemeine SS e Waffen-SS)
- Sturmabteilung (SA): "Destacamento Tempestade"
- Nationalsozialistisches Fliegerkorps (NSFK)
- Nationalsozialistisches Kraftfahrerkorps (NSKK)

A Juventude Hitlerista era um grupo paramilitar dividido em um corpo de adultos liderado por sociedade geral aberta para meninos com idades entre 14 e 18 anos. A Liga das Moças Alemãs foi o grupo equivalente para as meninas.

### Organizações filiadas
Algumas organizações nominalmente independentes tinham sua própria representação jurídica e de propriedade, mas eram apoiados pelo Partido Nazista. Muitas dessas organizações associadas eram os sindicatos de várias profissões. Algumas eram organizações mais antigas que foram nazificados acordo com a política Gleichschaltung depois da aquisição de 1933:
- Liga dos Oficiais alemães do Reich (sindicato dos funcionários públicos, o antecessor para o Serviço Civil da Federação Alemã)
- Deutsche Arbeitsfront (DAF)
- Nationalsozialistischer Deutscher Ärztebund (NSDÄB)
- Nationalsozialistischer Rechtswahrerbund (NSRB)
- Nationalsozialistische Kriegsopferversorgung (NSKOV)
- Nationalsozialistische Lehrerbund (NSLB)
- Nationalsozialistische Volkswohlfahrt (NSV)
- Reichsarbeitsdienst (RAD)
- Deutsche Glaubensbewegung
- Deutsche Rote Kreuz (DRK)
- Kyffhäuserbund
- Technische Nothilfe (TENO)
- Reichsbund der Kinderreichen (RDK) ou (RdK)
- Reichsluftschutzbund
- Bund Deutscher Osten (BDO)
- Amerikadeutsche Bund (DAB)

## Administração regional

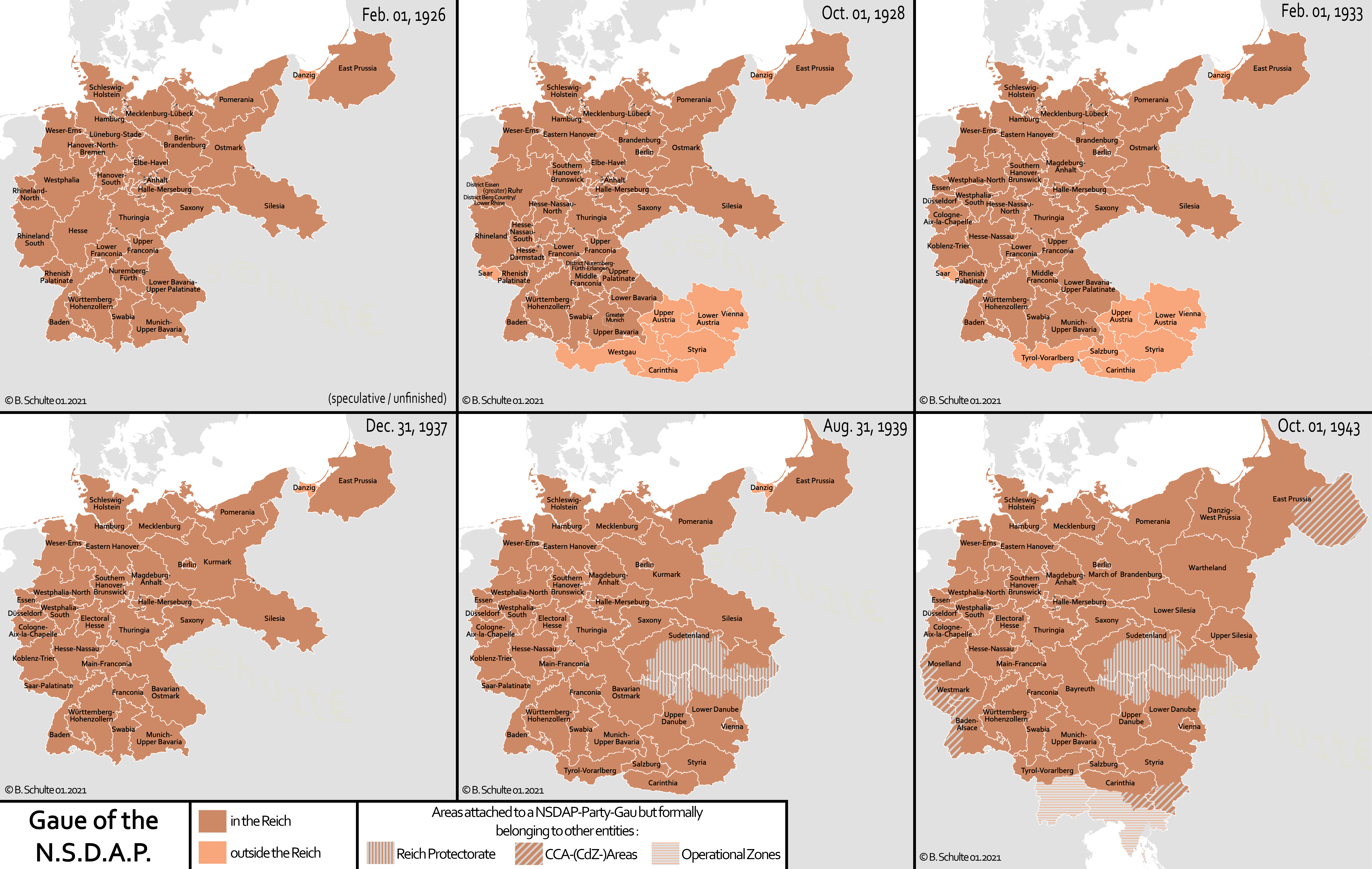
Gaue do partido em 1926, 1928, 1933, 1937, 1939 e 1943

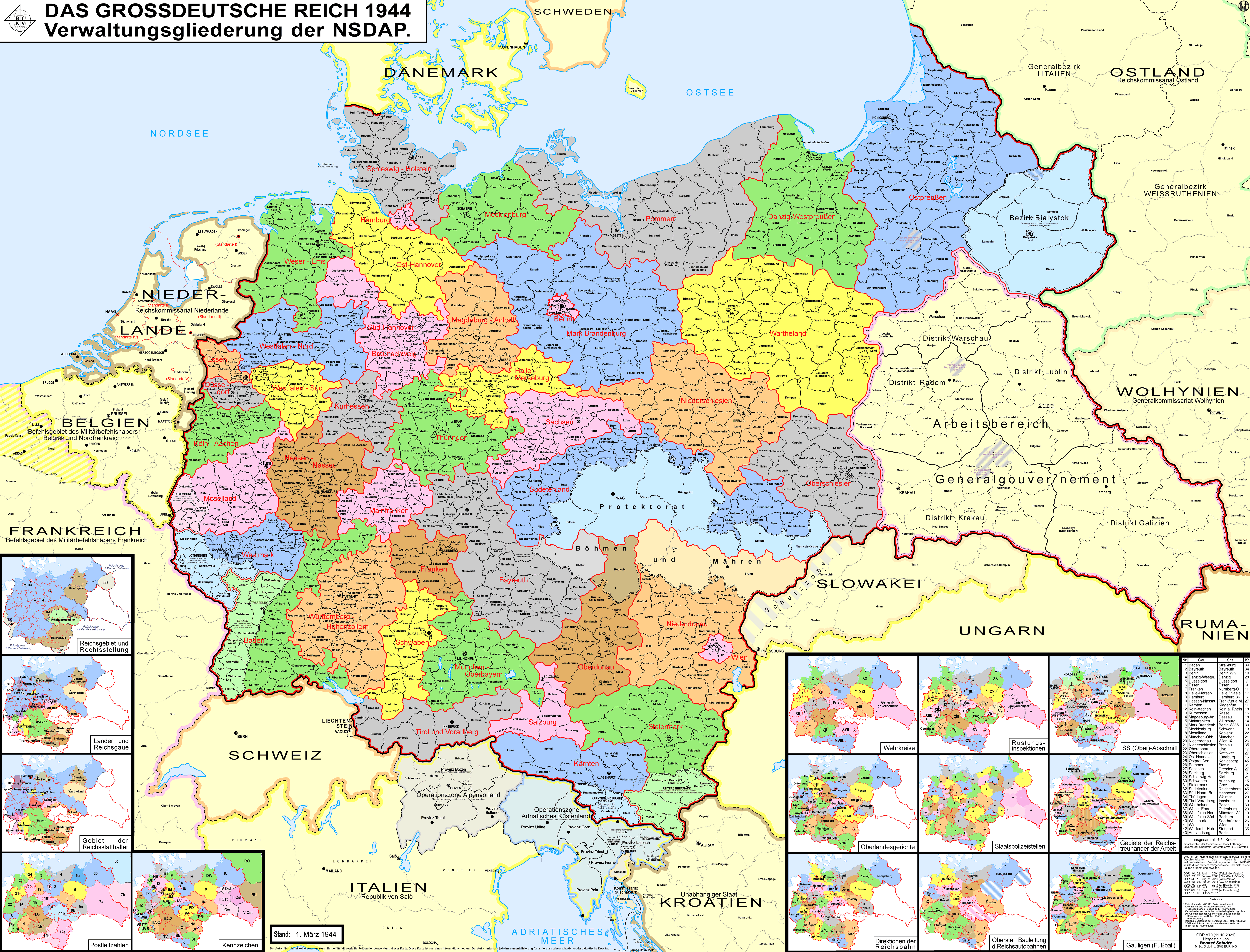
Unidades administrativas do Partido Nazista em 1944

Para fins de centralização no processo Gleichschaltung uma estrutura rigidamente hierárquica, que estabeleceu no Partido Nazista, que mais tarde realizado em toda a Alemanha, a fim consolidar o poder total sob Hitler (Führerstaat). Foi subdividido regionalmente em um número de Gaue (singular: Gau) dirigido por um Gauleiter, que recebe as suas ordens diretamente de Hitler. O nome (originalmente um termo para sub-regiões do Sacro Império Romano-Germânico liderado por um Gaugraf) para estas novas estruturas provinciais foi deliberadamente escolhido por causa de suas conotações medievais. O termo é aproximadamente equivalente ao shire em inglês.
Após o Anschluss um novo tipo de unidade administrativa foi introduzido chamado Reichsgau. Nesses territórios os Gauleiters também ocupavam o cargo de Reichsstatthalter, assim combinando formalmente com os domínios dos escritórios do partido e do Estado. A criação deste tipo de distrito foi posteriormente realizado por quaisquer anexações territoriais da Alemanha antes e durante a Segunda Guerra Mundial.
Os Gaue e Reichsgaue (estado ou província) foram subdivididos em Kreise (condados) chefiados por um Kreisleiter, que por sua vez foram subdivididos em Zellen (células) e Blocken (blocos), liderados por um Zellenleiter e Blockleiter respectivamente.
A reorganização dos Gaue foi promulgada em 1 de outubro de 1928. Os números indicados são os números oficiais de ordenação. As estatísticas são de 1941, para o qual a organização do Gau daquele momento no tempo é a base. Seu tamanho e as populações não são exatas; por exemplo, de acordo com as estatísticas oficiais do partido o Gau Kurmark/Mark Brandenburg foi o maior do Reich alemão.
A tabela a seguir utiliza a estrutura organizacional que existia antes de sua dissolução em 1945. Mais informações sobre os Gaue mais velhos está na segunda tabela.

### Gauedo Partido Nazista
| Nr. | Gau                                                                         | Sede                                                               | Área (km²) | Habitantes (1941) | Gauleiter |
| 01  | Baden-Elsaß                                                                 | Karlsruhe, depois de 1940 Estrasburgo                              | 23 350     | 2 502 023         | Robert Heinrich Wagner, a partir de 1925 (mais tarde Reichsstatthalter) |
| 02  | Gau Bayerische Ostmark, renomeado para Bayreuth (Marca oriental da Baviera) | Bayreuth                                                           | 29 600     | 2 370 658         | Fritz Wächtler a partir de 2 de junho de 1942 a 19 de abril de 1945, em seguida, Ludwig Ruckdeschel a partir de 19 de abril de 1945. |
| 03  | Groß-Berlin                                                                 | Berlim                                                             | 884        | 4 338 756         | Ernst Schlange a partir de 1925 a 1926, em seguida, Joseph Goebbels a partir de 1 de novembro de 1926 a 30 de abril de 1945. |
| 04  | Danzig-Westpreußen                                                          | Danzig                                                             | 26 057     | 2 287 394         | Hans Albert Hohnfeldt a partir de 1926 a 1928, em seguida, Walter Maass a partir de 1928 a 1930, em seguida, Albert Forster a partir de 15 de outubro de 1930. |
| 05  | Düsseldorf                                                                  | Düsseldorf                                                         | 2 672      | 2 261 909         | Friedrich Karl Florian a partir de 1 de janeiro de 1930. |
| 06  | Essen                                                                       | Essen                                                              | 2 825      | 1 921 326         | Josef Terboven (Oberpräsident) a partir de 1928. |
| 07  | Franken                                                                     | Nuremberg                                                          | 7 618      | 1 077 216         | Julius Streicher a partir de 1929 a 1940 ("Frankenführer"), em seguida, Hans Zimmermann a partir de 16 de fevereiro de 1940 a 1942, em seguida, Karl Holz a partir de 19 de março de 1942. |
| 08  | Halle-Merseburg                                                             | Halle an der Saale                                                 | 10 202     | 1 578 292         | Walter Ernst a partir de 1925 a 30 de julho de 1926, em seguida, Paul Hinkler a partir de 1927 a 1930, em seguida, Rudolf Jordan a partir de 1930 a 20 de abril de 1937, em seguida, Joachim Albrecht Eggeling a partir de 20 de abril de 1937.                                                                     |
| 09  | Hamburgo                                                                    | Hamburgo                                                           | 747        | 1 711 877         | Joseph Klant a partir de 1925 a 1926, em seguida, Albert Krebs a partir de 1927 a 1928, em seguida, Hinrich Lohse a partir de 1928 a 15 de abril de 1929, em seguida, Karl Kaufmann a partir de 15 de abril de 1929.                                                                                                |
| 10  | Hessen-Nassau                                                               | Frankfurt                                                          | 15 030     | 3 117 266         | Jakob Sprenger a partir de 1933. |
| 11  | Kärnten                                                                     | Klagenfurt                                                         | 11 554     | 449 713           | Hans vom Kothen a partir de fevereiro de 1933 a julho de 1934, em seguida, Peter Feistritzer a partir de outubro de 1936 a 20 de fevereiro de 1938, em seguida, Hubert Klausner a partir de 1938 a 1939, em seguida, Franz Kutschera a partir de 1940 a 1941, em seguida, Friedrich Rainer a partir de 1942 a 1944. |
| 12  | Köln-Aachen                                                                 | Köln                                                               | 8 162      | 2 432 095         | Joseph Grohé a partir de 1931. |
| 13  | Kurhessen                                                                   | Kassel                                                             | 9 200      | 971 887           | Walter Schultz a partir de 1926 a 1927, em seguida, Karl Weinrich a partir de 1928 a 1943, em seguida, Karl Gerland a partir de 1943. |
| 14  | Magdeburgo-Anhalt                                                           | Dessau                                                             | 13 910     | 1 820 416         | Wilhelm Friedrich Loeper a partir de 1927 diante, com uma breve substituição por Paul Hofmann em 1933 a 23 de outubro de 1935, em seguida, Joachim Albrecht Leo Eggeling a partir de 1935 a 1937, em seguida, Rudolf Jordan a partir de 1937.                                                                       |
| 15  | Gau Unterfranken, renomeado para Mainfranken                                | Wurtzburgo                                                         | 8 432      | 840 663           | Otto Hellmuth a partir de 3 de setembro de 1928. |
| 16  | Marca de Brandemburgo                                                       | Berlim                                                             | 38 278     | 3 007 933         | Wilhelm Kube a partir de 6 de março de 1933 a 7 de agosto de 1936, em seguida, Emil Stürtz. |
| 17  | Mecklemburgo                                                                | Schwerin                                                           | 15 722     | 900 427           | Friedrich Hildebrandt a partir de 1925 diante, com uma breve substituição por Herbert Albrecht a partir de julho de 1930 a 1931. |
| 18  | Gau Koblenz-Trier, renomeado para Moselland, em 1942                        | Koblenz                                                            | 11 876     | 1 367 354         | Gustav Simon a partir de 1 de junho de 1931. |
| 19  | München-Oberbayern,                                                         | Munique                                                            | 16 411     | 1 938 447         | Adolf Wagner a partir de 1933 a 1944, em seguida, Paul Giesler a partir de abril de 1944. |
| 20  | Niederdonau                                                                 | Capital nominal: Krems, Sede do Distrito: Viena                    | 23 502     | 1 697 676         | Roman Jäger a partir de 12 de março de 1938 a 24 de maio de 1938, em seguida, Hugo Jury a partir de 24 de maio de 1938 a 8 de maio de 1945. |
| 21  | Niederschlesien                                                             | Breslau                                                            | 26 985     | 3 286 539         | Karl Hanke a partir de 1940. |
| 22  | Oberdonau                                                                   | Linz                                                               | 14 216     | 1 034 871         | Andreas Bolek a partir de junho de 1927 a 1 de agosto de 1934, em seguida, August Eigruber a partir de março de 1935. |
| 23  | Oberschlesien                                                               | Kattowitz                                                          | 20.636     | 4 341 084         | Fritz Bracht a partir de 27 de janeiro de 1941. |
| 24  | Ost-Hannover (também conhecido como Hannover-Ost)                           | Harburg, depois Buchholz, a partir de 1 de abril de 1937 Luneburgo | 18 006     | 1 060 509         | Otto Telschow a partir de 1 de outubro de 1928. |
| 25  | Ostpreußen                                                                  | Königsberg                                                         | 52 731     | 3 336 777         | Bruno Gustav Scherwitz a partir de 1925 a 1927, em seguida, Erich Koch a partir de 1928. |
| 26  | Pommern                                                                     | Stettin                                                            | 38 409     | 2 393 844         | Theodor Vahlen a partir de 1925 a 1927, em seguida, Walter von Corswant a partir de 1928 a 1931, em seguida, Wilhelm Karpenstein a partir de 1931 a 1934, em seguida, Franz Schwede-Coburg a partir de 1935. |
| 27  | Sachsen                                                                     | Dresden                                                            | 14.995     | 5 231 739         | Albert Wierheim em torno de 1925/1926, Martin Mutschmann a partir de 1925. |
| 28  | Salzburgo                                                                   | Salzburgo                                                          | 7 153      | 257 226           | Leopold Malina a partir de 1926 a ??, em seguida, Karl Scharizer a partir de 1932 a 1934, em seguida, Friedrich Rainer a partir de 1939 a 1941, em seguida, Gustav Adolf Scheel a partir de 1941. |
| 29  | Schleswig-Holstein                                                          | Kiel                                                               | 15 687     | 1 589 267         | Hinrich Lohse a partir de 1925. |
| 30  | Schwaben                                                                    | Augsburgo                                                          | 10.231     | 946 212           | Karl Wahl a partir de 1928. |
| 31  | Steiermark                                                                  | Graz                                                               | 17 384     | 1 116 407         | Walther Oberhaidacher a partir de 25 de novembro de 1928 a 1934, em seguida, Sepp Helfrich a partir de 1934 a 1938, em seguida, Siegfried Uiberreither a partir de 22 de maio de 1938. |
| 32  | Sudetenland, até 1939 conhecido como Gau Sudetengau                         | Reichenberg                                                        | 22 608     | 2 943 187         | Konrad Henlein a partir de 1939. |
| 33  | Südhannover-Braunschweig                                                    | Hanôver                                                            | 14 553     | 2 136 961         | Bernhard Rust a partir de 1 de outubro de 1928 a novembro de 1940, em seguida, Hartmann Lauterbacher a partir de novembro de 1940. |
| 34  | Thüringen                                                                   | Weimar                                                             | 15 763     | 2 446 182         | Artur Dinter a partir de 1925 a 1927, em seguida, Fritz Sauckel a partir de 1927. |
| 35  | Tirol-Vorarlberg                                                            | Innsbruck                                                          | 13 126     | 486 400           | Franz Hofer a partir de 1932. |
| 36  | Wartheland, até 29 de janeiro de 1940 conhecido como Gau Warthegau          | Posen                                                              | 43 905     | 4 693 722         | Arthur Karl Greiser a partir de 21 de outubro de 1939. |
| 37  | Weser-Ems                                                                   | Oldemburgo                                                         | 15 044     | 1 839 302         | Carl Röver a partir de 1929 a 1942, em seguida, Paul Wegener a partir de 1942. |
| 38  | Westfalen-Nord                                                              | Münster                                                            | 14.559     | 2 822 603         | Alfred Meyer a partir de 1932. |
| 39  | Westfalen-Süd                                                               | Bochum                                                             | 7 656      | 2 678 026         | Josef Wagner a partir de 1932 a 1941, Paul Giesler a partir de 1941 a 1943/44, em seguida, Albert Hoffmann a partir de 1943/44. |
| 40  | Gau Saar-Pfalz, renomeado para Westmark (também conhecido como Saarpfalz)   | Neustadt an der Weinstrasse, depois em 1940 Saarbrücken            | 14 713     | 1 892 240         | Josef Bürckel a partir de 1935 a 28 de setembro de 1944, em seguida, Willi Stöhr a partir de 28 de setembro de 1944. |
| 41  | Wien                                                                        | Viena                                                              | 1 216      | 1 929 976         | Alfred Eduard Frauenfeld a partir de 1932 a 1938, em seguida, Odilo Globocnik a partir de maio de 1938 a janeiro de 1939, em seguida, Josef Bürckel a partir de 1939 a 1940, em seguida, Baldur von Schirach a partir de 1940.                                                                                      |
| 42  | Württemberg-Hohenzollern                                                    | Stuttgart                                                          | 20 657     | 2 974 373         | Eugen Mander a partir de 1925 a 1928, em seguida, Wilhelm Murr a partir de 1928. |
| 43  | Auslandsorganisation (também conhecido como NSDAP/AO)                       | Berlim                                                             |            |                   | Hans Nieland a partir de 1930 a 1933, em seguida, Ernst Wilhelm Bohle a partir de 8 de maio de 1933. |

Gaue posteriores:
- Flanders, existiu desde 15 de dezembro de 1944 (Gauleiter no exílio: Jef van de Wiele)
- Wallonia, existiu desde 8 de dezembro de 1944 (Gauleiter no exílio: Léon Degrelle)

### Gauedissolvidos antes de 1945
Simples re-nomeações de Gaue existentes sem alterações territoriais é marcado com as iniciais RN na coluna. A numeração não é baseada em qualquer antiga lista oficial, mas apenas por ordem alfabética.
| Nr. | Gau                                         | consisted of                                                      | later became                                     | ... together with                                                    | Gauleiter |
| 01  | Anhalt                                      |                                                                   | Magdeburgo-Anhalt (1927)                         | Elbe-Havel                                                           | Gustav Hermann Schmischke |
| 02  | Baden                                       |                                                                   | Baden-Elsaß (22 de março de 1941) RN             |                                                                      | ver acima |
| 03  | Bayerische Ostmark                          | Oberfranken & Niederbayern-Oberpfalz (II) (19 de janeiro de 1933) | Bayreuth (2 de junho de 1942) RN                 |                                                                      | Hans Schemm a partir de 19 de janeiro de 1933 a 5 de março de 1935, em seguida, Fritz Wächtler a partir de 5 de março de 1935.                                           |
| 04  | Berlim                                      | Berlim-Brandemburgo (1 de outubro de 1928)                        | Groß-Berlin RN                                   |                                                                      | Dr. Joseph Goebbels |
| 05  | Berlim-Brandemburgo                         |                                                                   | Berlim & Brandemburgo (1 de outubro de 1928)     |                                                                      | Ernst Schlange a partir de 1925 a 1926, em seguida, Joseph Goebbels a partir de 1 de novembro de 1926.                                                                   |
| 06  | Brandemburgo                                | Berlim-Brandemburgo (1 de outubro de 1928)                        | Kurmark (6 de março de 1933)                     | Ostmark                                                              | Emil Holtz a partir de 1 de outubro de 1928 a 1932 em seguida, Dr. Ernst Schlange a partir de 18 de outubro de 1932 a 16 de março de 1933.                               |
| 07  | Braunschweig                                |                                                                   | Süd-Hannover-Braunschweig (1 de outubro de 1928) | Hannover-Süd                                                         | Ludolf Haase a partir de 1925 a 30 de setembro de 1928 (Talvez seja apenas para Hannover-Süd).                                                                           |
| 08  | Danzig                                      |                                                                   | Danzig-Westpreußen (1939) RN                     |                                                                      | ver acima |
| 09  | Elbe-Havel                                  |                                                                   | Magdeburgo-Anhalt (1927)                         | Anhalt                                                               | Alois Bachschmidt a partir de 25 de novembro de 1925 a 1926. |
| 10  | Groß-München ("Traditionsgau")              |                                                                   | München-Oberbayern (1933)                        | Oberbayern                                                           | [?] |
| 11  | Hannover-Süd                                |                                                                   | Süd-Hannover-Braunschweig (1 de outubro de 1928) | Braunschweig                                                         | Ludolf Haase a partir de 1925 a 30 de setembro de 1928 (Talvez seja apenas para Braunschweig).                                                                           |
| 12  | Hessen-Darmstadt                            |                                                                   | Hessen-Nassau (1933)                             | Hessen-Nassau-Süd                                                    | Friedrich Ringshausen a partir de 1 de março de 1927 a 9 de janeiro de 1931, em seguida, Peter Gemeinder somente em 1931, em seguida, Karl Lenz a partir de 1932 a 1933. |
| 13  | Hessen-Nassau-Nord                          |                                                                   | Kurhessen (1934)                                 |                                                                      | [?] |
| 14  | Hessen-Nassau-Süd                           |                                                                   | Hessen-Nassau (1933)                             | Hessen-Darmstadt                                                     | Anton Haselmayer a partir de 1925 a 1926, em seguida, Dr. Walter Schultz a partir de 1926 a 1927, em seguida, Jakob Sprenger a partir de 1927 a 1933.                    |
| 15  | Koblenz-Trier                               | Rheinland-Süd (1931)                                              | Moselland (1942) merger                          |                                                                      | [?] |
| 16  | Kurmark                                     | Ostmark & Brandemburgo ([?])                                      | Marca de Brandemburgo (1938) RN                  |                                                                      | ver acima |
| 17  | Lüneburg-Stade                              |                                                                   | Ost-Hannover (1928) RN                           |                                                                      | Bernhard Rust a partir de 22 de março de 1925 a 30 de setembro de 1928.                                                                                                  |
| 18  | Mittelfranken                               |                                                                   | Franken (1929)                                   | Nuremberg-Forth-Erlangen                                             | Julius Streicher ("Frankenführer") |
| 19  | Niederbayern                                | Niederbayern-Oberpfalz (I) (1 de outubro de 1928)                 | Niederbayern-Oberpfalz (II) (1 de abril de 1932) | Oberpfalz                                                            | Gregor Strasser a partir de 1 de outubro de 1928 a 1929, em seguida, Otto Erbersdobler a partir de 1929 a 1 de abril de 1932.                                            |
| 20  | Niederbayern-Oberpfalz (I)                  |                                                                   | Oberpfalz & Niederbayern (1 de outubro de 1928)  |                                                                      | Gregor Strasser a partir de 1925 a 30 de setembro de 1928. |
| 21  | Niederbayern-Oberpfalz (II)                 | Oberpfalz & Niederbayern (1 de abril de 1932)                     | Bayerische Ostmark (19 de janeiro de 1933)       | Oberfranken                                                          | Franz Mayerhofer a partir de 1 de abril de 1932 a 19 de janeiro de 1933.                                                                                                 |
| 22  | Niederösterreich                            |                                                                   | Niederdonau ([?]) RN [??]                        |                                                                      | Josef Leopold a partir de 1927 a 1937 [possivelmente Lücke a partir de 1937 a 1939, uma vez que ele é o primeiro Gauleiter para Niederdonau que é realmente conhecido]   |
| 23  | Nuremberg-Forth-Erlangen                    |                                                                   | Franken (1929)                                   | Mittelfranken                                                        | Wilhelm Grimm a partir de 3 de setembro de 1928. |
| 24  | Oberbayern                                  |                                                                   | München-Oberbayern (1933)                        | Groß-München                                                         | [?] |
| 25  | Oberfranken                                 |                                                                   | Bayerische Ostmark (19 de janeiro de 1933)       | Niederbayern-Oberpfalz (II)                                          | Hans Schemm a partir de 1928. |
| 26  | Oberösterreich                              |                                                                   | Oberdonau ([?]) RN                               |                                                                      | [momento preciso da designação de líder desconhecido, então veja "Oberdonau"]                                                                                            |
| 27  | Oberpfalz                                   | Niederbayern-Oberpfalz (I) (1 de outubro de 1928)                 | Niederbayern-Oberpfalz (II) (1 de abril de 1932) | Niederbayern                                                         | Franz Mayerhofer a partir de 1 de outubro de 1928 a 1 de abril de 1932.                                                                                                  |
| 28  | Ostmark                                     |                                                                   | Kurmark (6 de março de 1933)                     | Brandemburgo                                                         | Wilhelm Kube a partir de 2 de janeiro de 1928 a 1933. |
| 29  | Rheinland                                   |                                                                   | Saar-Pfalz (1935)                                | Saar(land)                                                           | Josef Bürckel a partir de 1926 (também administrador de Saarland a partir de 1 de março de 1933).                                                                        |
| 30  | Rheinland-Nord                              |                                                                   | Ruhr (1926)                                      | Westfalen                                                            | Karl Kaufmann a partir de 1925 a 1926. |
| 31  | Rheinland-Süd                               | [?Koblenz-Trier também autônoma antes de 1931?]                   | Köln-Aachen & Koblenz-Trier (1931)               |                                                                      | Heinrich Haake a partir de 1925 (também conhecido como "Heinz Haake"), em seguida, Robert Ley a partir de 1925 a 1931.                                                   |
| 32  | Ruhr                                        | Rheinland-Nord & Westfalen (1926)                                 | Westfalen-Nord & Westfalen-Süd (1932)            | Düsseldorf (1930) parcialmente; criado do Düsseldorf nicht gesichert | Karl Kaufmann a partir de 1926 a 1929, em seguida, Josef Wagner a partir de 1929 a 1931 [?não em 1932?].                                                                 |
| 33  | Saarland, também conhecido como Saar        |                                                                   | Saar-Pfalz (1935)                                | Rheinland                                                            | Karl Brück a partir de agosto de 1929 a 28 de fevereiro de 1933, em seguida, Josef Bürckel a partir de 1 de março de 1933 (também administrador de Rheinland).           |
| 34  | Saar-Pfalz, também conhecido como Saarpfalz | Rheinland & Saar(land) (1935)                                     | Westmark (1937) RN                               |                                                                      | ver acima |
| 35  | Schlesien                                   |                                                                   | Niederschlesien & Oberschlesien (1940)           |                                                                      | Helmuth Brückner a partir de 15 de março de 1925 a 25 de dezembro de 1935 (possivelmente até em 12 de dezembro de 1934), em seguida, Josef Wagner até 1940.              |
| 36  | Sudetengau                                  |                                                                   | Sudetenland (1939) RN                            |                                                                      | [?] |
| 37  | Unterfranken                                |                                                                   | Mainfranken (1935) RN                            |                                                                      | ver acima |
| 38  | Warthegau                                   |                                                                   | Wartheland (29 January 1940) RN                  |                                                                      | ver acima |
| 39  | Westfalen                                   |                                                                   | Ruhr (1926)                                      | Rheinland-Nord                                                       | Franz Pfeffer von Salomon a partir de 1925 a 1926. |

### Organizações associadas no estrangeiro

#### Gauena Suíça
A filial irregular do Partido Nazista na Suíça também estabeleceu Gaue naquele país, a maioria deles em homenagem a suas capitais regionais. Estes incluem Gau Basileia-Soleura, Gau Schaffhausen, Gau Lucerna, Gau Berna a Gau Zurique. Os cantões de São Galo, Turgóvia e Appenzell foram administrados sob o Gau Ostschweiz (Suíça Oriental).

## Membros

### Membros em geral
Os membros em geral do Partido Nazista consistiu principalmente das classes médias baixas. 7% pertenciam à classe alta, 7% eram camponeses, 35% eram trabalhadores da indústria e 51% eram o que pode ser descrito como de classe média. No início de 1933, pouco antes da nomeação de Hitler para a chancelaria, o partido apresentou uma sub-representação de "trabalhadores", que compunham de 29,7% de adesão da 46,3% da sociedade alemã. Em contrapartida, os funcionários de colarinho branco (18,6% dos membros e 12% dos alemães), os funcionários autônomos (19,8% dos membros e 9,6% dos alemães) e civis (15,2% dos membros e 4,8% da população alemã) haviam se juntado nas proporções maiores do que a sua quota da população em geral. Esses membros eram filiados com filiais locais do partido, de que havia 1 378 em todo o país em 1928. Em 1932, o número subiu para 11 845, refletindo no crescimento do partido neste período.
Quando chegou ao poder em 1933, o Partido Nazista tinha mais de 2 milhões de membros. Em 1939, a adesão total subiu para 5,3 milhões, com 81% do sexo masculino e 19% do sexo feminino. Continuou a atrair muitos mais, e em 1945 o partido atingiu o seu pico de 8 milhões, com 63% do sexo masculino e 37% do sexo feminino.

### Membros militares
Membros nazistas com ambições militares foram incentivados a se juntar à Waffen-SS, mas um grande número alistados na Wehrmacht e mais ainda foram convocados para o serviço depois que a Segunda Guerra Mundial começou. Os primeiros regulamentos exigiam que todos os membros da Wehrmacht que não são políticos e, portanto, qualquer membro nazista se juntar na década de 1930 foi obrigado a se demitir do Partido Nazista.
Este regulamento foi logo dispensado, no entanto, há uma ampla evidência de que os membros do Partido Nazista serviram no Wehrmacht, em particular, após a eclosão da Segunda Guerra Mundial. A Wehrmacht também viram um grande número de nazistas alistados, como Reinhard Heydrich e Fritz Todt que se juntaram à Luftwaffe, bem como Karl Hanke, que serviu no exército.

### Membros estudantes
Em 1926, o partido formou uma divisão especial para envolver a população estudantil, conhecido como Liga dos Estudantes Alemães Nacional-Socialistas (NSDStB). Um para o grupo de professores universitários, Liga dos Docentes Alemães Nacional-Socialistas (NSDDB), também existiu até julho de 1944.

### Membros mulheres
A Liga das Mulheres Nacional-Socialistas foi uma organização de mulheres do partido. Em 1938 tinha cerca de 2 milhões de membros.

### Membros fora da Alemanha
Os membros do Partido que viviam fora da Alemanha foram reunidos no Auslands-Organisation (NSDAP/AO, "organização estrangeira"). A organização foi limitada apenas aos chamados "Alemães Imperiais" (Reichsdeutsche); "Alemães Étnicos" (Volksdeutsche) que não possuem cidadania alemã não foram autorizados a participar.
Sob os decretos de Beneš nº 16/1945 Coll., no caso de cidadãos da Checoslováquia, a adesão ao Partido Nazista era punível com 5 a 20 anos de prisão.

#### Deutsche Gemeinschaft
Deutsche Gemeinschaft era um ramo do Partido Nazista fundado em 1919, criado para os alemães com status de Volksdeutsche. Não é para ser confundido com o partido de direita Deutsche Gemeinschaft do pós-guerra fundado em 1949.
Membros notáveis incluem:
- Oswald Menghin (Viena)
- Herbert Czaja (Província de Silésia interior da Prússia)
- Hermann Neubacher que foi responsável por invadir a Iugoslávia.
- Rudolf Much (Viena)
- Arthur Seyß-Inquart (Viena)

## Símbolos do partido
- Bandeiras nazistas: O Partido Nazista usou uma suástica virada para a direita como seu símbolo e as cores vermelho e preto foram ditas para representar Blut und Boden ("sangue e solo"). Outra definição da bandeira descreve as cores como representando a ideologia do nacional-socialismo, a suástica representando a raça ariana e a agenda nacionalista ariana do movimento; branco representa a pureza racial dos arianos; e vermelho que representa a agenda socialista do movimento. Preto, branco e vermelho eram de fato as cores da antiga bandeira da Confederação da Alemanha do Norte (inventado por Otto von Bismarck, com base nas cores preto e branco da Prússia e o vermelho usado pelos estados do norte da Alemanha). Em 1871, com a fundação do Reich Alemão, a bandeira da Confederação da Alemanha do Norte se tornou o Reichsflagge Alemão ("bandeira do Reich"). Preto, branco e vermelho se tornaram as cores dos nacionalistas através das seguintes histórias (por exemplo, a Primeira Guerra Mundial e a República de Weimar).

O projeto Parteiflagge, com o disco da suástica no centro, serviu como a bandeira do partido desde 1920. Entre 1933 (quando o Partido Nazista chegou ao poder) e 1935, utilizou como a bandeira nacional (Nationalflagge) e a bandeira mercante (Handelsflagge), mas de forma intercambiável com o horizontal preto-branco-vermelho. Em 1935, o tricolor horizontal preto-branco-vermelho foi desfeito (de novo), e a bandeira com a suástica descentrado com o disco foi instituído como a única bandeira nacional, e permaneceu como tal até 1945. A bandeira com o disco no centro continuou a ser usado depois de 1935, mas exclusivamente como Parteiflagge, a bandeira do partido.
- Águia Alemã: O Partido Nazista usou a águia alemã tradicional, de pé em cima de uma suástica dentro de uma grinalda de folhas de carvalho. Também é conhecida como a Águia de Ferro. Quando a águia está olhando para o seu ombro esquerdo, simboliza o Partido Nazista, e era chamado de Parteiadler. Em contraste, quando a águia está olhando para o seu ombro direito, simboliza o país (Reich), e, portanto, era chamado de Reichsadler. Depois que o Partido Nazista chegou ao poder na Alemanha, eles substituíram a versão tradicional da águia alemã como o símbolo do partido e modificaram todo o país e todas as suas instituições.

Parteiflagge ("bandeira do partido"), usado entre 1920-1945. Também foi usado como a bandeira nacional entre 1933-1935, alternadamente com o tricolor horizontal preto-branco-vermelho.
Bandeira com a suástica descentrada com o disco. Usado como a bandeira nacional da Alemanha depois de 1935, nunca foi usado para representar o partido.
Emblema do partido, variante de projeto.
Projeto Reichsadler, representando a Alemanha em geral, como a insígnia nacional (Hoheitszeichen).
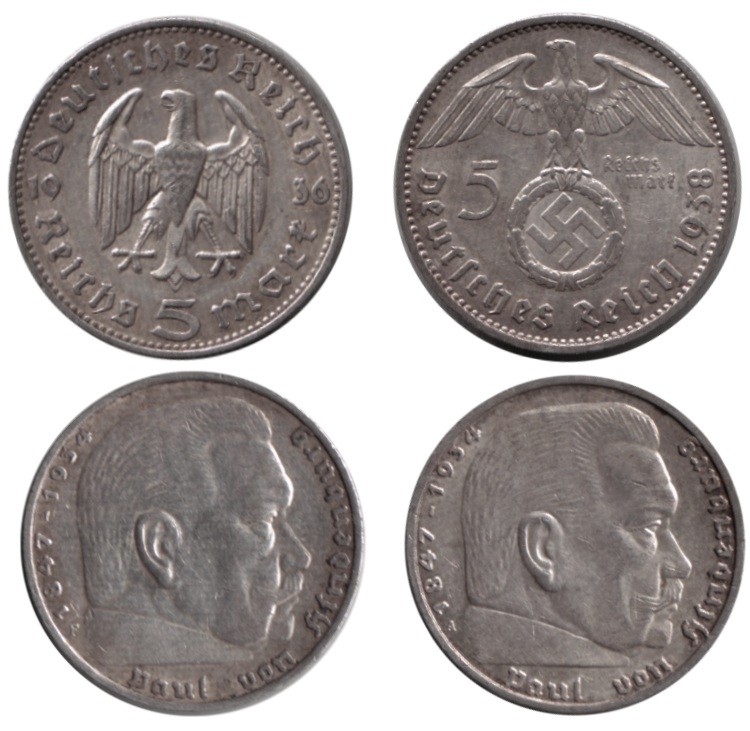
Moeda de 5-Reichsmark antes de 1936 e depois de adicionar a suástica nazista em 1938.

## Slogans e canções
- Slogan nazista: Sieg Heil!
- Slogan nazista: Heil Hitler
- Hino nazista: Horst-Wessel-Lied